# Osphryon adustus
Osphryon adustus là một loài bọ cánh cứng trong họ Cerambycidae.